# Blanka Stajkow
Blanka Stajkow (Szczecin, 23 de mayo de 1999), también conocida simplemente como Blanka, es una cantante y modelo polaca. Ella ha representado a Polonia en el Festival de la Canción de Eurovisión 2023 con la canción "Solo", quedando en decimonovena posición, habiendo sido octava opción del televoto.

## Primeros años
Stajkow nació en Szczecin de madre polaca y padre búlgaro. Según Stajkow, ninguno de sus padres tiene formación musical. Su madre la animó desde temprana edad a probar diversas actividades, como unirse a grupos de baile disco e ir a escuelas de música. En una entrevista, Stajkow mencionó que cada mañana, su madre siempre encendía MTV o Trace Urban, lo que la alentaría a ingresar a la industria de la música.
A la edad de 13 años, decidió hacer y lanzar su primer sencillo, "Strong Enough".

## Carrera

### Top Modely Warner Music Polonia (2021-2022)
En el año 2021 compitió en Top Model, un programa de telerrealidad polaco. Mientras estaba en el programa, lanzó oficialmente su primer sencillo oficial, "Better". Al año siguiente, firmó un contrato con Warner Music Polonia y lanzaría su segundo sencillo, "Solo".

### Festival de Eurovisión (2023)
El 15 de febrero de 2023, Stajkow fue anunciada como una de los diez participantes que competirán en Tu bije serce Europy! Wybieramy hit na Eurowizję, la selección nacional polaca para el Festival de la Canción de Eurovisión 2023 con su canción lanzada anteriormente, "Solo". En el concurso, celebrado el 26 de febrero, logró ganar la competición, obteniendo el máximo de puntos disponibles del jurado y el segundo lugar del televoto. Como resultado, representaría a Polonia en el Festival de la Canción de Eurovisión 2023. La victoria de Blanka acabó en escándalo. Actualmente sigue la investigación por la sospecha de corrupción del jurado.
Durante el Festival de la Canción de Eurovisión se la comenzó a conocer por el sobrenombre de Bejba, el cual incluso llevó en su vestido de presentación, debido al icónico inicio de su canción. Ella se ha empoderado y ha hecho suyo el apodo, sintiéndose orgullosa de él.